# Fronte Russo del Lavoro
Il Fronte Russo del Lavoro (in russo Российский трудовой фронт?, Rossijskij trudovoj front), a volte abbreviato come RTF, è una coalizione di partiti e movimenti extraparlamentari russi di estrema sinistra.

## Storia
È stato costituito il 22 febbraio 2010 con il nome "Fronte Russo Unito del Lavoro". Comprende il Partito Comunista Operaio Russo del Partito Comunista dell'Unione Sovietica, l'Avanguardia della Gioventù Rossa, il Fronte di Sinistra, Esercito della Volontà Nazionale (sciolto nel 2011) e alcune organizzazioni sindacali (Sindacato Federale del Settore Automobilistico, Associazione Sindacale "Tutela del Lavoro", Sindacato Federale dei Controllori di Volo, Sindacato Federale dei Ferrovieri, e altri).
Il 7 luglio 2010 il Ministero della Giustizia russo ha negato al Fronte la registrazione per le elezioni federali. Nel corso degli anni il Fronte si è più volte candidato alle elezioni, ma è stato sempre respinto dal Ministero per vizi formali. Il 27 febbraio 2020 la corte suprema russa ha dissolto il partito su richiesta del Ministero di Giustizia per non aver partecipato a elezioni regionali negli ultimi 7 anni.
Nel 2022 l'organizzazione si è divisa. Il 20 marzo 2022, la sede del Partito Comunista Operaio Russo del Partito Comunista dell'Unione Sovietica a San Pietroburgo ha ospitato una conferenza "Za Pobedu! (Per la vittoria!)" A sostegno dell'invasione russa dell'Ucraina, alla quale hanno partecipato anche L'Altra Russia e Vladimir Kvachkov. Il tentativo di Viktor Tyulkin e Stepan Malentsov di cooperare con i nazional-bolscevichi ha causato delle controversie: alcuni membri del partito hanno assunto una posizione completamente contro la guerra, in contrasto con la posizione intermedia della leadership del Partito Comunista Operaio Russo. Inoltre, c'erano contraddizioni sulla questione della partecipazione alle elezioni: il Partito era favorevole alla partecipazione e prevedeva di registrare nuovamente le società del Fronte, mentre i sostenitori di Alexander Batov si sono opposti a qualsiasi partecipazione elettorale. Quando Alexander Batov e i suoi sostenitori sono stati espulsi, alcuni membri delle filiali di Mosca e Novosibirsk hanno lasciato il partito. Il 1 luglio 2022 l'organizzazione è stata rinominata: la parola "unita" è stata rimossa dal nome, il nome abbreviato è stato cambiato da "Rot Front" a "RTF", il design del sito web è stato modificato per far prevalere il colore blu rispetto al rosso e i simboli comunisti sono stati rimossi. A sua volta, l'RKRP non riconosce la scissione e progetta di ammettere nel Fronte anche il Partito Comunista Unito.